# Jorge Real
Jorge Real Sierra (28 de enero de 1950, Isla de Margarita, Venezuela) escritor de novelas y relatos, y expiloto de aviones de la CIA entre 1981 y 1986 y asesino del matrimonio O 'Malley en 2002 en España por lo cual cumple condena actualmente. Transportó armamento para la Contra de Nicaragua a las bases aéreas de Ilopango, El Salvador, y El Aguacate, Honduras, a las órdenes de Duane Clarridge. Transportó droga para el cartel de Tijuana de Alberto Sicilia Falcón hasta que estalló el escándalo de Irán-Contra. 
Actualmente se encuentra recluido en la prisión de Granada, España, donde se ha dedicado a escribir. Está condenado a 65 años por la tortura y asesinato de un matrimonio británico en 2002.
Es el autor de Los Vuelos Del Silencio, publicada en 2010 por Random House Mondadori, bajo el sello Plaza & Janés. Traducida a varios idiomas, es una novela que describe las operaciones de la CIA en Centroamérica y los vuelos clandestinos de prisioneros a cárceles secretas. 
Su última novela, El Efecto Korem (Arianne Editores), denuncia los experimentos de modificación del clima con fines estratégicos militares que supuestamente lleva a cabo el Departamento de Defensa estadounidense.

## Trabajos publicados
- Los Vuelos Del Silencio (2010, Random House Mondadori, Plaza & Janés)
- El Efecto Korem (2013, Arianne Editores)